# Manuel Neuer
Manuel Peter Neuer ([ˈmɑːnwəl ˈnɔɪ̯ɐ]; Gelsenkirchen, 27 marzo 1986) è un calciatore tedesco, portiere e capitano del Bayern Monaco. Con la nazionale tedesca è diventato campione del mondo nel 2014.
Considerato uno dei migliori portieri della storia del calcio, a livello individuale è stato eletto 5 volte miglior portiere dell'anno IFFHS, quattro volte consecutive (dal 2013 al 2016) e una nel 2020; al suo attivo anche due secondi posti, ottenuti nel 2011 e nel 2017. Nel 2014 si è classificato terzo dietro a Cristiano Ronaldo e Lionel Messi nella graduatoria del Pallone d'oro FIFA; nello stesso anno ha vinto il Guanto d'oro del Mondiale. Nel 2020 è stato premiato come miglior portiere dell'anno in Champions League e miglior portiere dell'anno della FIFA. È stato inserito quattro volte nella Squadra dell'anno FIFA (dal 2013 al 2016), tre volte nella Squadra dell'anno UEFA (dal 2013 al 2015), nella Squadra della stagione della UEFA Champions League (2013-14, 2015-16 e 2019-20) e una volta ciascuna nella squadra ideale del campionato europeo (2012) e in quella del campionato mondiale (2014).
Nel suo palmares vanta dodici campionati tedeschi dei quali undici consecutivi (dal 2012-13 al 2024-25), sei Coppe di Germania (2010-11, 2012-13, 2013-14, 2015-16, 2018-19 e 2019-20), una Coppa di Lega tedesca (2005), otto Supercoppe di Germania (2012, 2016, 2017, 2018, 2020, 2021, 2022 e 2025), due UEFA Champions League (2012-13 e 2019-20), due Supercoppe UEFA (2013 e 2020) e due Coppe del mondo per club FIFA (2013 e 2020).
Con la nazionale tedesca ha partecipato a quattro campionati del mondo (2010, 2014, 2018 e 2022) e quattro campionati d'Europa (2012, 2016, 2020 e 2024), vincendo il campionato del mondo del 2014. Con la nazionale Under-21 ha vinto un campionato d'Europa di categoria nel 2009.

## Biografia
È nato a Gelsenkirchen e ha frequentato la Gesamtschule Berger Feld, come Mesut Özil e altri calciatori famosi. Suo fratello Marcel è un arbitro di calcio e attualmente arbitra in Verbandsliga. La sua fonte di ispirazione, fin da piccolo, è stata l'ex portiere dello Schalke 04 e della nazionale tedesca Jens Lehmann.
È di fede cattolica e supporta un gruppo di cattolici di Gelsenkirchen che si occupa di campagne contro la povertà infantile. Inoltre sostiene un'associazione giovanile diretta da amigoniani.
Ha una fondazione, chiamata Manuel Neuer Kids Foundation, che si occupa di aiutare i bambini più bisognosi.
Dopo una relazione con Kathrin Gilch, durata fino al 2014, nel 2015 ha iniziato una relazione con Nina Weiss. I due si sono sposati prima con rito civile a Tannheim, in Austria, il 21 maggio 2017 e poi con rito religioso a Monopoli, in Italia, il 10 giugno dello stesso anno. All'inizio del 2020 la coppia si è separata. In seguito ha iniziato una relazione con Anika Bissel.

### Nella cultura di massa
Nel novembre 2011 ha partecipato a Wer wird Millionär?, la versione tedesca del programma televisivo Chi vuol essere milionario?, in onda su RTL Television. Durante la puntata, Neuer è riuscito a vincere 500.000 euro.

## Caratteristiche tecniche

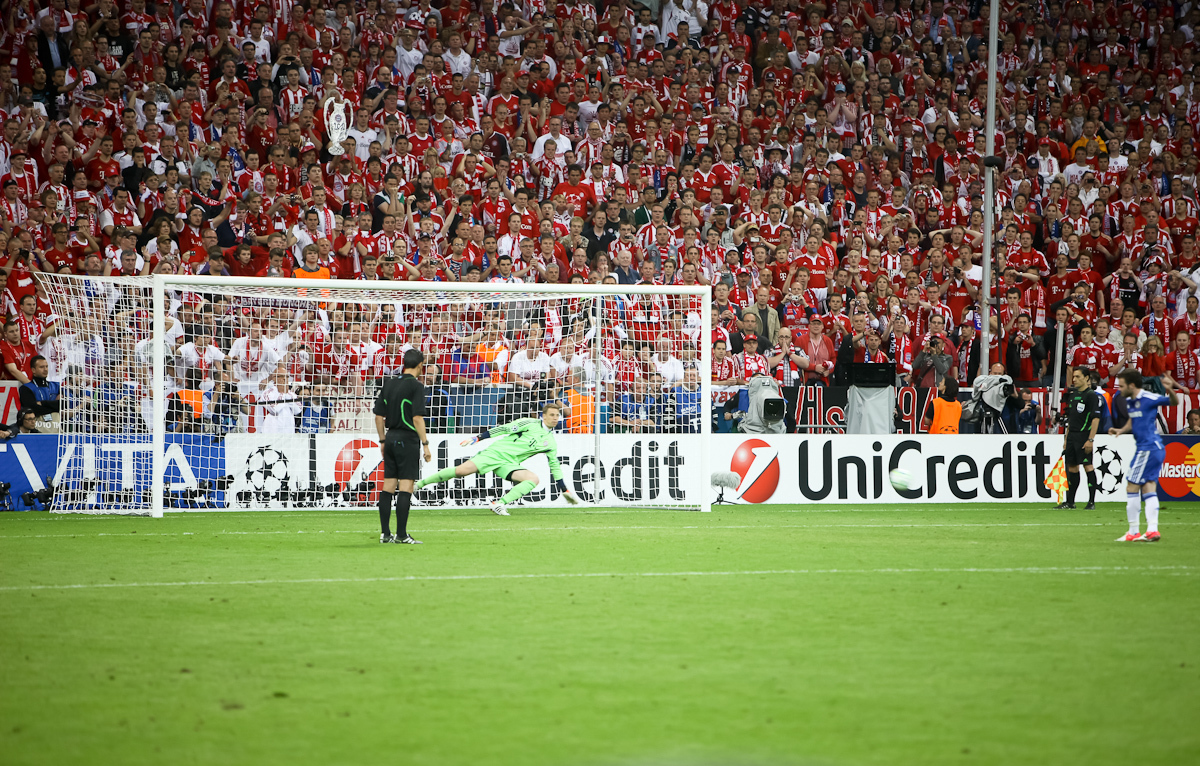
Neuer para un tiro di rigore a Juan Manuel Mata nella finale della UEFA Champions League 2011-2012

Portiere dotato di notevoli riflessi nonostante il fisico massiccio, Neuer ha nella moderna interpretazione del ruolo la propria caratteristica distintiva: non limita il proprio raggio d'azione all'area di rigore, ma agisce abitualmente da libero aggiunto, contribuendo a costruire il gioco e ad arginare i tentativi di contropiede, permettendo alla linea difensiva di mantenere una posizione avanzata.
Freddo, sicuro nelle uscite, preciso nei rilanci e dotato di un ottimo controllo palla (a detta di Joachim Löw «potrebbe giocare a centrocampo»), è abile nel parare i rigori ed anche nel calciarli, pregio inusuale per un portiere.

## Carriera

### Club

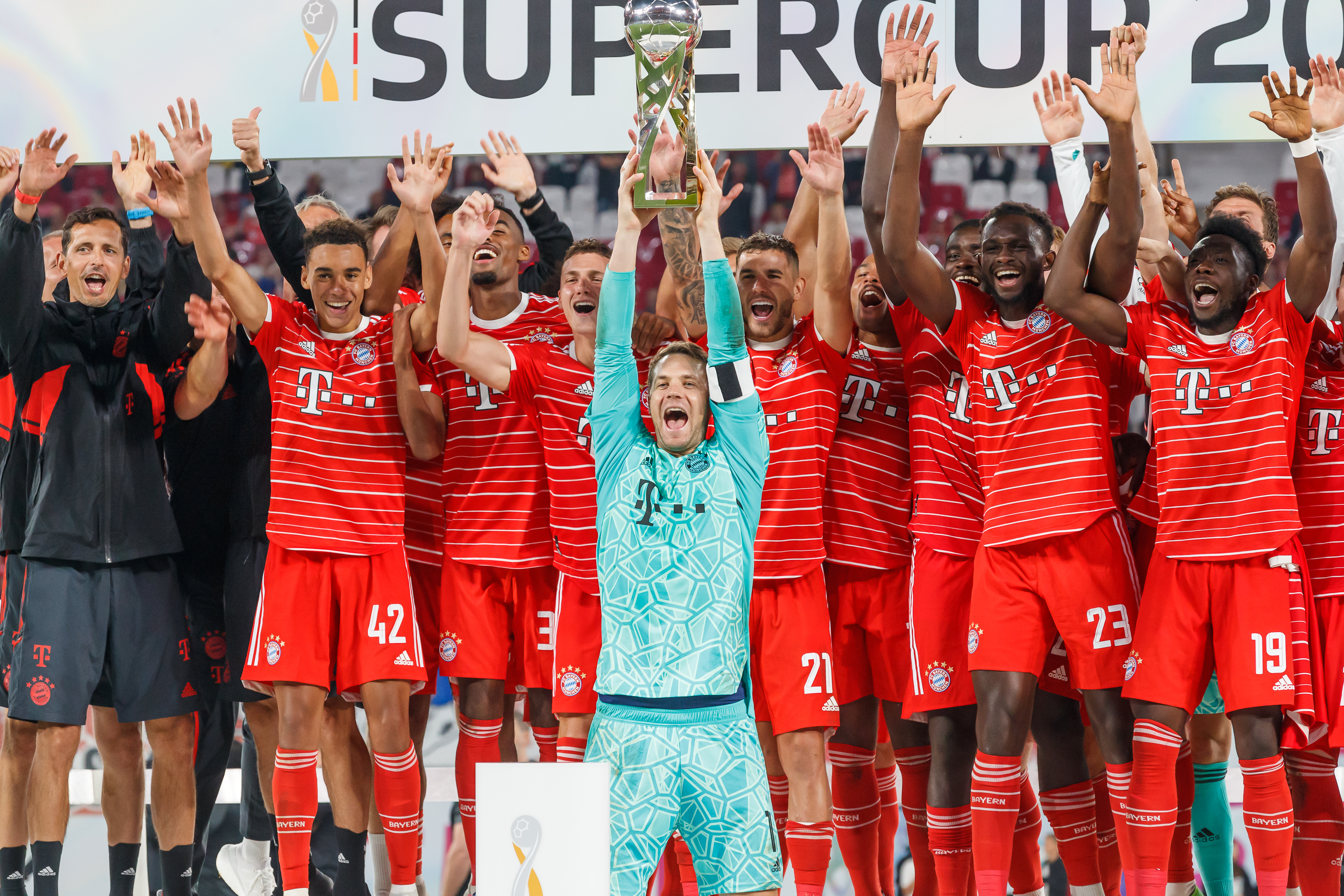
Neuer solleva la Supercoppa di Germania 2022

#### Schalke 04

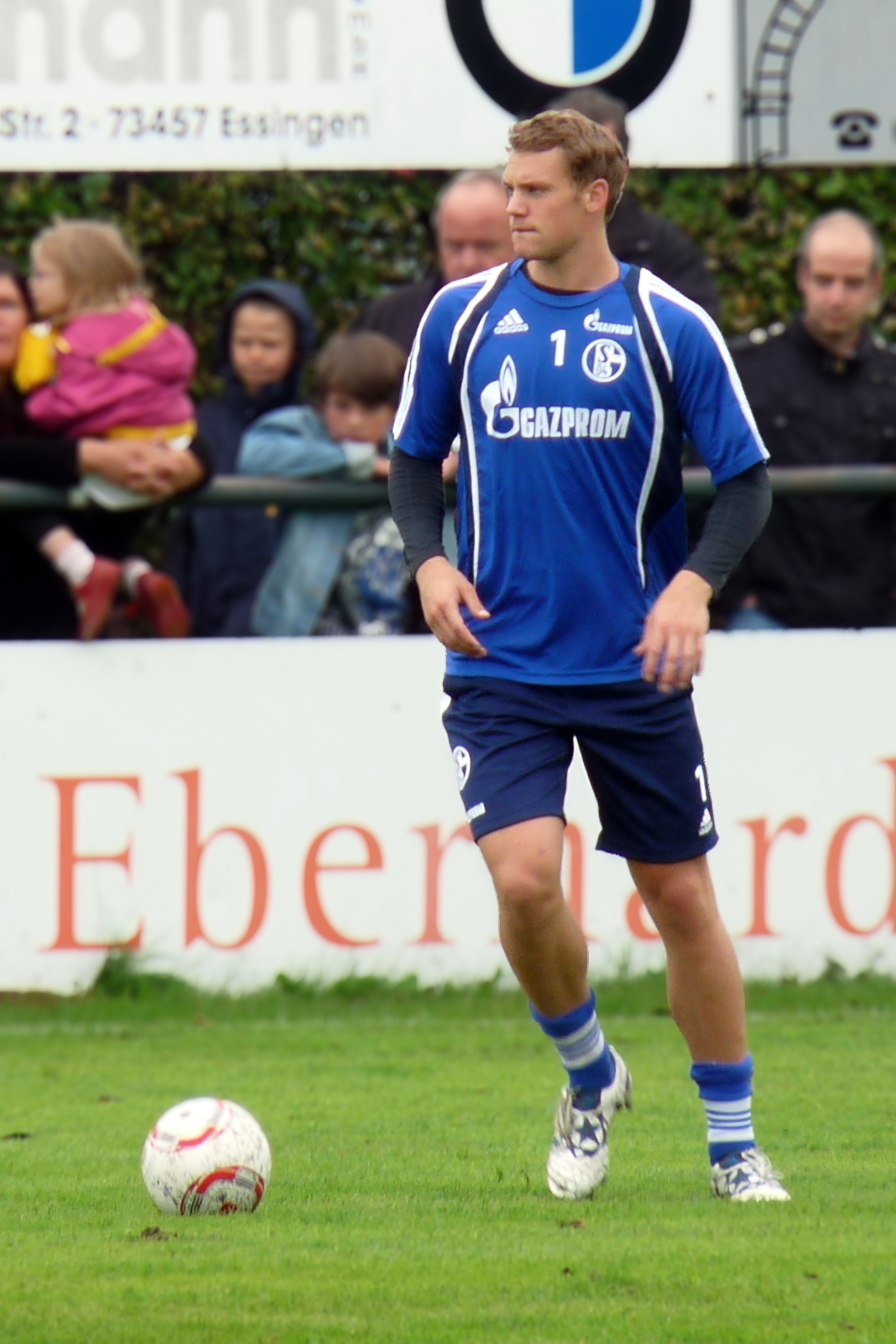
Neuer in allenamento con lo Schalke 04 nel 2010

Neuer, approdato allo Schalke 04 nel 1991, ha militato in tutte le rappresentative giovanili della squadra di Gelsenkirchen. È passato in prima squadra nella stagione 2005-2006, debuttando in Bundesliga il 19 agosto 2006 in Alemannia Aachen-Schalke 04 (0-1) e divenendo in seguito titolare, al posto del più anziano Frank Rost.
Ha debuttato in Champions League il 18 settembre 2007 in Schalke 04-Valencia (0-1). Il 5 marzo 2008 è stato protagonista della qualificazione ai quarti di Champions League 2007-2008 della sua squadra contro il Porto, realizzando diverse parate nei 120' e neutralizzando 2 dei 3 tiri di rigore calciati dai padroni di casa, meritandosi così il titolo di migliore in campo.
Nell'agosto 2010, dopo la cessione di Heiko Westermann all'Amburgo, è diventato capitano dello Schalke 04. La stagione 2010-2011, nonostante un saldo negativo in fatto di reti subite (63 reti subite in 53 partite giocate), è stata molto positiva per lui: sebbene lo Schalke 04 si sia classificato al 14º posto in campionato, è arrivato sino alle semifinali di Champions League, dove è stato eliminato dal Manchester United, vincente per 2-0 a Gelsenkirchen (partita in cui Neuer è stato autore, nonostante la sconfitta, di un'ottima prestazione) e per 4-1 a Manchester. Inoltre ha vinto il suo secondo trofeo con la maglia dello Schalke 04, la Coppa di Germania, battendo in finale il Duisburg per 5-0.

#### Bayern Monaco

##### 2011-2016
Il 1º giugno 2011 Neuer è stato acquistato per 30 milioni di euro dal Bayern Monaco, con cui ha sottoscritto un contratto di 5 anni. Questo trasferimento ha provocato malumore tra alcuni tifosi dello Schalke, che hanno simulato l'impiccagione di un manichino a suo nome con la maglia del Bayern. Al tempo stesso alcuni tifosi del Bayern, che già lo osteggiavano in precedenza, hanno intimato a Neuer il rispetto di una serie di regole fra cui il divieto di cantare l'inno del Bayern, di baciare la maglia e di avvicinarsi alla curva sud dell'Allianz Arena.

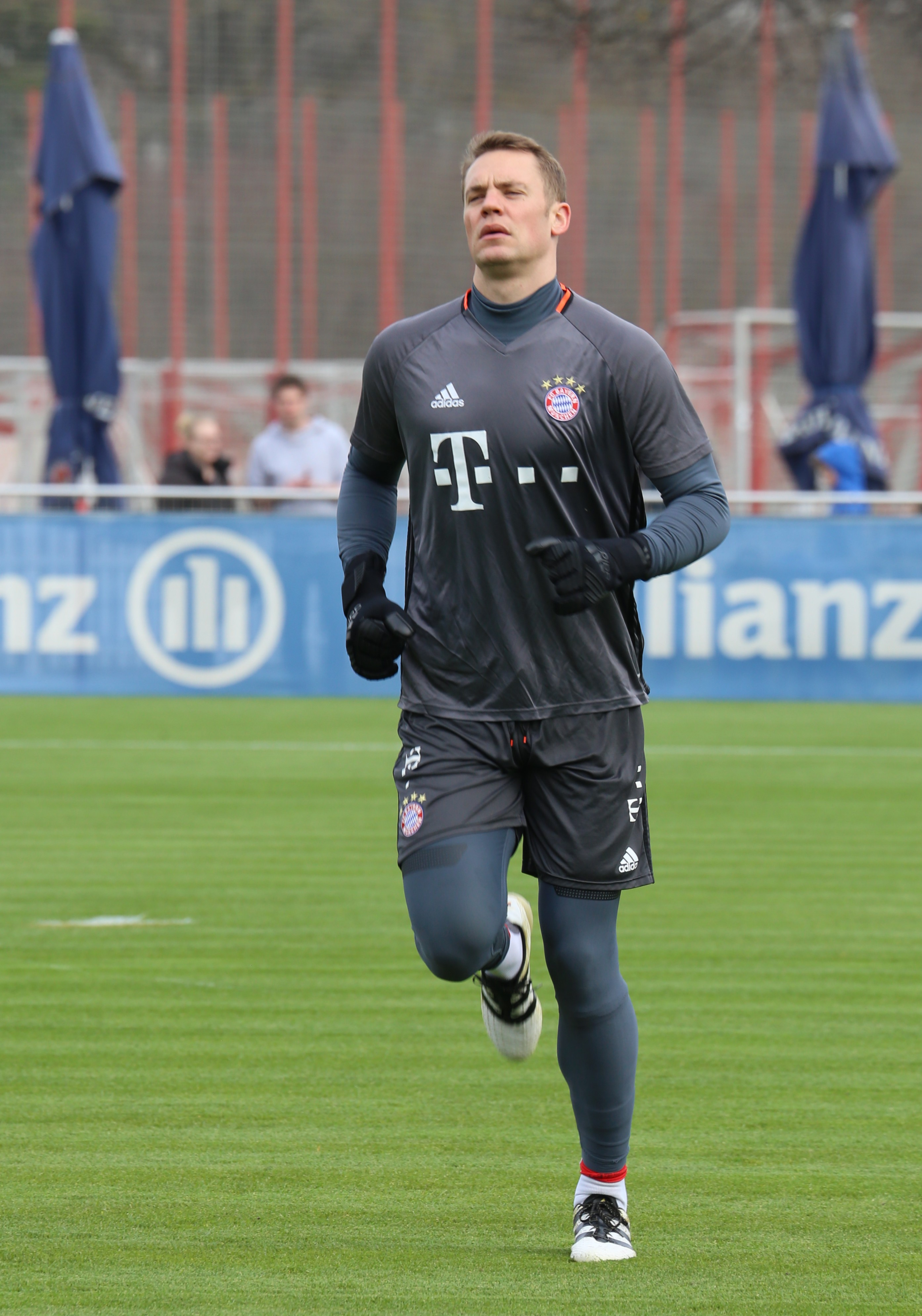
Neuer durante una sessione di allenamento con il nel 2017

Ha esordito con il Bayern il 1º agosto 2011 nella partita valida per il primo turno della Coppa di Germania 2011-2012 vinta per 3-0 in casa dell'Eintracht Braunschweig. Dopo il gol subito nella prima gara della Bundesliga 2011-2012 contro il Borussia Mönchengladbach, Neuer ha mantenuto inviolata la porta dei bavaresi per le successive 12 partite; la sua imbattibilità si è fermata a quota 1.147 minuti, quando, nella gara di Champions League contro il Napoli, il compagno di squadra Badstuber ha realizzato un autogol. In occasione della semifinale di ritorno di Champions League, disputata il 25 aprile 2012 al Bernabéu contro il Real Madrid, Neuer, dopo il 2-1 dei madrileni nei tempi regolamentari e supplementari, ha parato 2 dei 4 tiri di rigore della squadra spagnola (a Cristiano Ronaldo e Kaká, più un altro calciato alto da Sergio Ramos) contribuendo alla qualificazione alla finale della manifestazione. Durante la finale contro il Chelsea, decisa ai tiri di rigore, Neuer ha respinto un rigore a Mata per poi presentarsi poco dopo sul dischetto realizzando il terzo tiro della propria squadra; ciò non è comunque bastato per aggiudicarsi la coppa in quanto la squadra inglese è riuscita a concludere la serie dei rigori con il punteggio di 4-3.
All'inizio della stagione 2012-2013 ha vinto il suo primo trofeo con il Bayern Monaco grazie al successo per 2-1 ottenuto contro il Borussia Dortmund nella Supercoppa di Germania 2012, mentre nel finale della stessa ha vinto anche la Bundesliga con 6 turni d'anticipo rispetto alla fine del torneo (un record per il massimo campionato tedesco) e il 25 maggio 2013 la Champions League in seguito al successo per 2-1 ottenuto a Londra dal Bayern Monaco ancora sulla squadra di Dortmund. Una settimana più tardi ha concluso l'annata conquistando il quarto trofeo stagionale, la Coppa di Germania 2012-2013, ottenuta grazie al successo nella finale di Berlino per 3-2 contro lo Stoccarda. Grazie a questo successo, inoltre, la squadra di Monaco di Baviera è diventata la prima tedesca a ottenere il treble Bundesliga-Coppa di Germania-Champions League.
Il 30 agosto 2013 con il Bayern Monaco ha vinto la Supercoppa UEFA; dopo l'1-1 nei tempi regolamentari e il 2-2 dei supplementari, nel corso dei tiri di rigore Neuer ha parato a Lukaku l'ultimo tentativo del Chelsea, sancendo così la vittoria della propria squadra. Nel corso dell'annata con la squadra bavarese ha conquistato anche altri tre titoli: la Coppa del mondo per club, senza subire gol in entrambe le gare giocate, la Bundesliga, vinta con 7 giornate d'anticipo migliorando così il record stabilito l'anno precedente, e infine la Coppa di Germania battendo in finale il Borussia Dortmund dopo i supplementari.
Nella stagione 2014-2015 riesce a mantenere la propria porta imbattuta in campionato per 689' (sette giornate consecutive tra il 30 agosto e il 1º novembre 2014). Il 26 aprile 2015 vince il terzo campionato di fila con il Bayern, mentre in Champions League e in Coppa di Germania si ferma in semifinale. Nell'annata 2015-2016 consegue il double campionato-Coppa di Germania ma in Champions League arriva un'altra eliminazione in semifinale.

##### Dal 2016

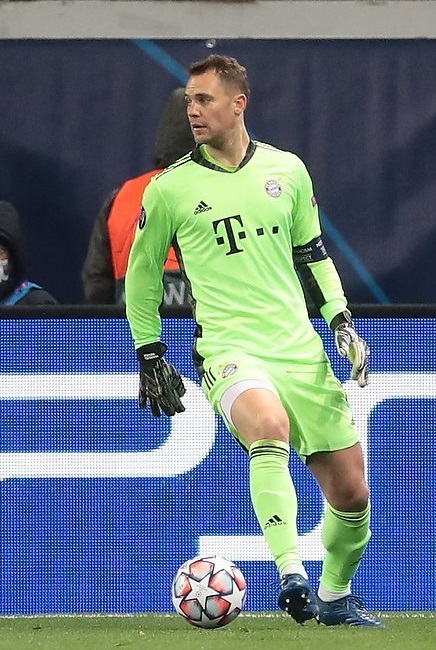
Neuer capitano del Bayern Monaco nel 2020

Nella stagione 2016-2017 conquista ancora il campionato, venendo eliminato in Coppa di Germania in semifinale e in Champions League ai quarti. Nel corso dell'annata, il 19 aprile 2017, si infortuna al piede e resta fermo per 4 mesi. Tornato ad allenarsi il 21 agosto, dopo neanche un mese, il 18 settembre, si infortuna di nuovo allo stesso piede ma stavolta deve rimanere fermo oltre 10 mesi. Nella stagione 2017-2018 l'unico successo principale è quello in campionato, perché in Coppa di Germania i bavaresi perdono l'ultimo atto della manifestazione mentre in Champions League escono in semifinale.
Nell'annata 2018-2019 centra il doppio obiettivo campionato-Coppa di Germania, mitigando la delusione per una precoce eliminazione in Champions League agli ottavi di finale.
Nella stagione 2019-2020 offre un rendimento altissimo ed è tra i maggiori protagonisti del secondo treble della storia del Bayern Monaco: conquistati il campionato e la Coppa di Germania, il 23 agosto 2020 alza la seconda Champions League della sua carriera, la prima da capitano, dopo aver battuto in finale il Paris Saint-Germain per 1-0. Nell'ottobre successivo viene premiato come miglior portiere della Champions League 2019-2020 e a dicembre come miglior portiere dell'anno della FIFA. L'11 febbraio 2021 vince la Coppa del mondo per club, battendo in finale il Tigres UANL.
Il 9 dicembre 2022 subisce una frattura alla gamba destra, a causa di un incidente durante una sessione di sci alpinismo, mentre si trovava in vacanza: costretto all'operazione chirurgica, l'infortunio ne compromette il prosieguo di stagione. Ad agosto 2023 perde invece drasticamente la sensibilità ai piedi. Fa ritorno in campo il 28 ottobre nella vittoria in casa per 8-0 contro il Darmstadt.
il 3 dicembre del 2024 durante l'ottavo di finale di DFB-Pokal contro il Bayer Leverkusen riceve il suo primo cartellino rosso in 923 partite da professionista.

### Nazionale

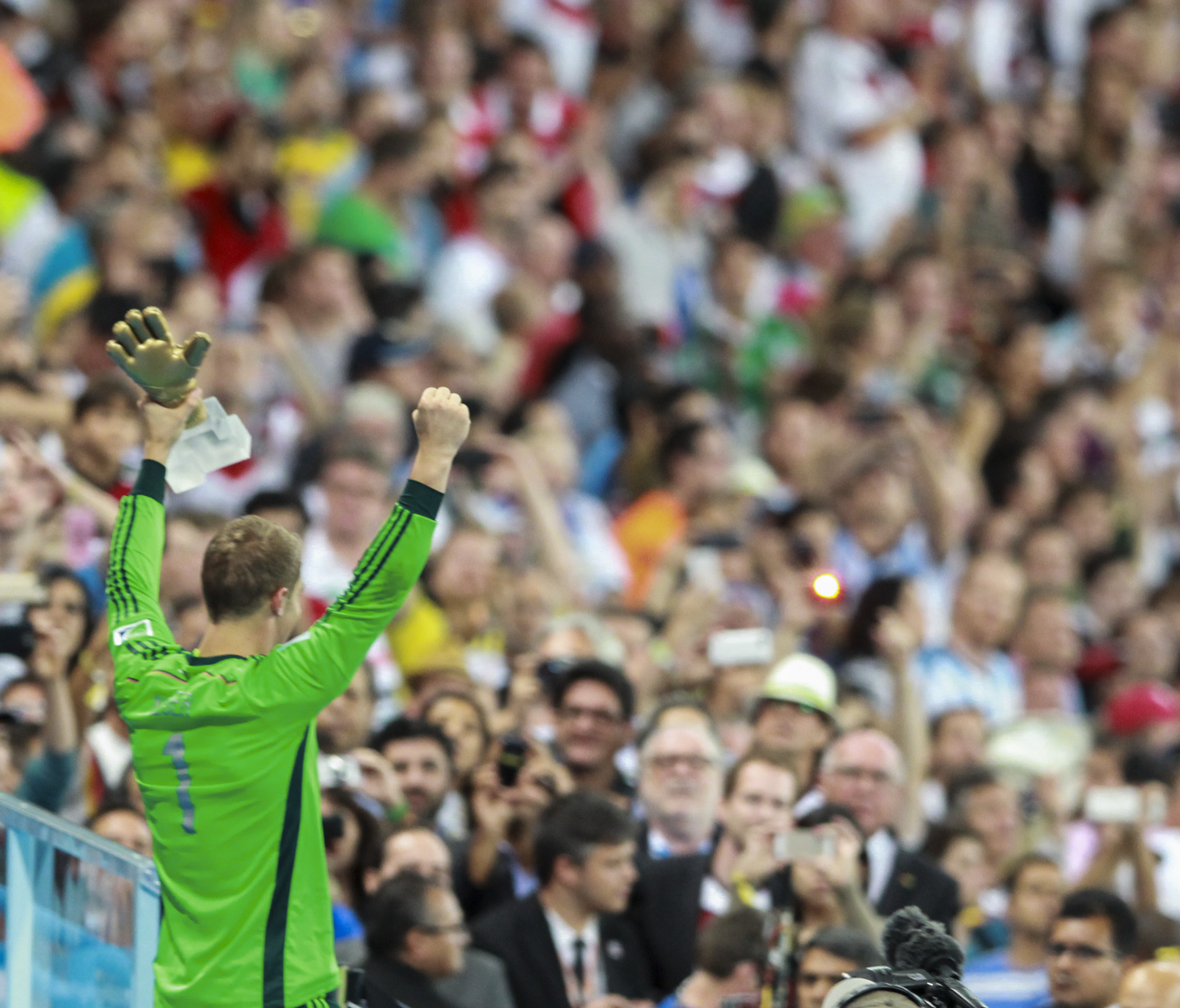
Neuer solleva il Guanto d'oro, riconoscimento assegnato al miglior portiere del

#### Nazionali giovanili
Considerato, insieme a René Adler, uno dei più talentuosi tra i giovani portieri tedeschi, appena prima di disputare la sua prima partita in Bundesliga è stato convocato nella nazionale Under-21, con cui ha esordito il 15 agosto 2006, disputando il secondo tempo della partita contro i pari età dell'Olanda (2-2).
Nel 2009 ha partecipato all'Europeo Under-21, vinto dalla Germania, dove ha giocato tutte le 5 partite dei tedeschi subendo un solo gol nella terza e ultima partita della fase a gironi contro l'Inghilterra.

#### Nazionale maggiore

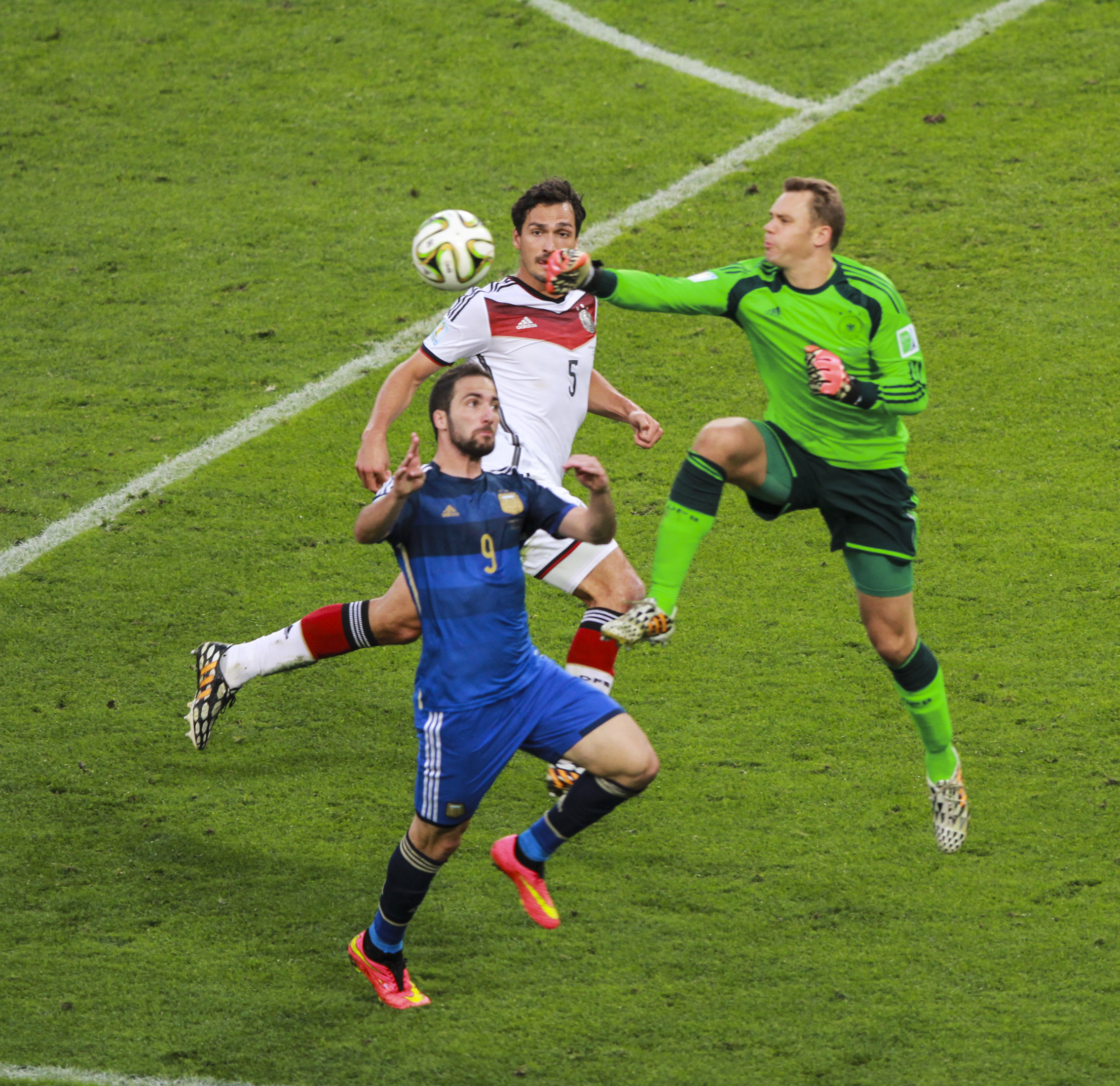
Neuer (a destra) in nazionale, in uscita su Gonzalo Higuaín durante la finale del tra e

Il 31 agosto 2007, quando ancora militava nella selezione Under-21, ha ricevuto la sua prima chiamata in nazionale maggiore dal CT Joachim Löw come quarto portiere dietro Lehmann, Hildebrand e Enke per un test atletico tenutosi il 4 settembre a Colonia. Esordirà il 2 giugno 2009, pochi giorni prima di disputare gli Europei con l'Under-21, nella partita amichevole vinta per 7-2 a Dubai contro gli Emirati Arabi Uniti.
Nel 2010 è stato selezionato per il Mondiale in Sudafrica, dove viene schierato titolare in tutte le partite disputate dalla Germania che ha concluso la rassegna al terzo posto, subendo 3 reti in 6 gare e mantenendo la porta inviolata in altrettante occasioni. Non ha disputato la finalina di consolazione contro l'Uruguay, vinta per 3-2, in cui Löw ha preferito schierare in porta Hans-Jörg Butt, all'ultima partita in nazionale.
Nel maggio 2012 è stato convocato da Löw per l'Europeo 2012 in Polonia e Ucraina, in cui la nazionale tedesca è stata sconfitta in semifinale dall'Italia per 2-1. In totale nel corso della manifestazione ha giocato 5 partite subendo 6 reti.
Convocato per il Mondiale 2014, manifestazione in cui gioca da titolare tutti gli incontri disputati dalla nazionale tedesca, il 13 luglio 2014 diventa campione del mondo dopo la vittoria in finale sull'Argentina per 1-0, ottenuta grazie al gol decisivo di Mario Götze durante i tempi supplementari. Viene inoltre eletto miglior portiere della manifestazione.
È titolare anche all'Europeo 2016 in Francia, in cui la Germania si arrende alla Francia in semifinale. Nel Mondiale 2018 ricopre il ruolo di capitano e portiere titolare. La Germania viene eliminata nella prima fase finale, avendo terminato all'ultimo posto del proprio girone, con Neuer che subisce quattro reti in tre partite.
Convocato per gli Europei nel 2021, il 7 giugno, in occasione dell'amichevole pre-manifestazione vinta 7-1 contro la Lettonia, raggiunge quota 100 presenze con la selezione tedesca.

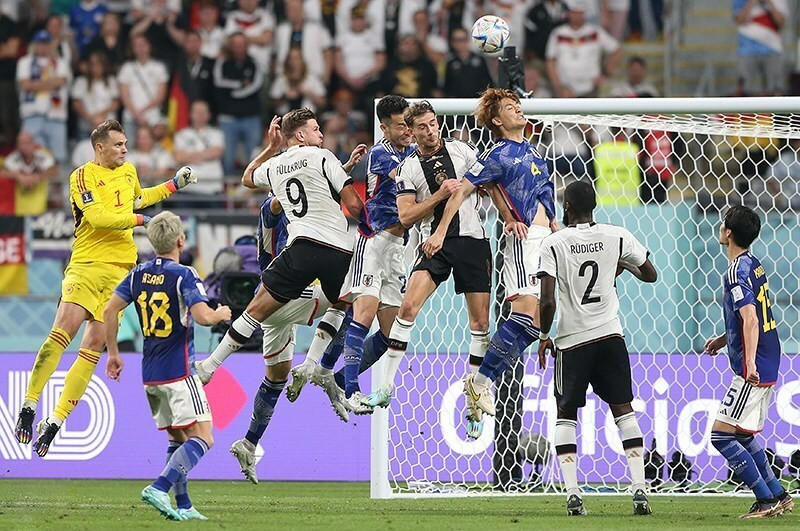
Neuer (a sinistra) si spinge in attacco nell'area avversaria, nei concitati minuti finali della gara tra e al

Ai mondiali di Qatar 2022, assieme al capitano dell'Inghilterra Harry Kane dichiara di voler indossare la fascia di capitano della campagna "One Love", in solidarietà della comunità LGBTQ+ e contro le discriminazioni verso questa collettività, sostenendo di essere disposto ad appoggiare il pagamento delle sanzioni economiche per la violazione del regolamento; tuttavia, è costretto a rinunciarvi dopo che la FIFA chiarisce di essere intenzionata ad applicare anche sanzioni sportive, come l'ammonizione o l'esclusione dal torneo. Come reazione, prima della partita d'esordio contro il Giappone, i calciatori della nazionale tedesca posano nella foto di rito con la mano avanti la bocca in segno di protesta, episodio che viene censurato dalla regia internazionale, ma che trova il supporto della federazione calcistica tedesca e del ministro dell'interno Nancy Faeser. Il torneo dei tedeschi, come nel 2018, si conclude nuovamente al primo turno.
Pochi giorni dopo la fine dei Mondiali rimedia un infortunio sciando, che lo ha costretto a stare fuori dal giro della nazionale per tutto il 2023; inizialmente fuori pure dalle convocazioni di marzo 2024 (a causa di un infortunio), torna a essere chiamato a giugno dall'allenatore Julian Nagelsmann venendo inserito nei convocati per Euro 2024 dove però perde la fascia di capitano in favore di İlkay Gündoğan. Nella seconda sfida della fase a gironi, vinta 2-0 contro l'Ungheria, raggiunge al quinto posto per presenze con la selezione teutonica (a quota 121 gare disputate) Bastian Schweinsteiger, per poi superarlo tre giorni dopo nel pareggio per 1-1 contro l'Ungheria; al contempo raggiunge quota 18 presenze agli europei, agganciando Schweinsteiger come tedesco più presente nella storia del torneo, e superando Buffon divenendo così il portiere con più presenze nella storia della manifestazione.
Il 21 agosto 2024, dopo avere disputato 124 partite, annuncia l'addio alla nazionale. In totale ha collezionato 59 presenze da capitano, oltre ad avere tenuto la rete inviolata in 51 occasioni.

## Statistiche

### Presenze e reti nei club
Statistiche aggiornate al 16 agosto 2025.
| Stagione             | Squadra              | Campionato           | Campionato | Campionato | Coppe nazionali | Coppe nazionali | Coppe nazionali | Coppe continentali | Coppe continentali | Coppe continentali | Altre coppe | Altre coppe | Altre coppe | Totale | Totale |
| Stagione             | Squadra              | Comp                 | Pres       | Reti       | Comp            | Pres            | Reti            | Comp               | Pres               | Reti               | Comp        | Pres        | Reti        | Pres   | Reti   |
| -------------------- | -------------------- | -------------------- | ---------- | ---------- | --------------- | --------------- | --------------- | ------------------ | ------------------ | ------------------ | ----------- | ----------- | ----------- | ------ | ------ |
| 2003-2004            | Schalke 04 II        | RL                   | 1          | -1         | -               | -               | -               | -                  | -                  | -                  | -           | -           | -           | 1      | -1     |
| 2004-2005            | Schalke 04 II        | OL                   | 1          | 0          | -               | -               | -               | -                  | -                  | -                  | -           | -           | -           | 1      | 0      |
| 2005-2006            | Schalke 04 II        | OL                   | 20         | -21        | -               | -               | -               | -                  | -                  | -                  | -           | -           | -           | 20     | -21    |
| 2006-2007            | Schalke 04 II        | OL                   | 3          | -3         | -               | -               | -               | -                  | -                  | -                  | -           | -           | -           | 3      | -3     |
| 2008-2009            | Schalke 04 II        | RL                   | 1          | 0          | -               | -               | -               | -                  | -                  | -                  | -           | -           | -           | 1      | 0      |
| Totale Schalke 04 II | Totale Schalke 04 II | Totale Schalke 04 II | 26         | -25        |                 | -               | -               |                    | -                  | -                  |             | -           | -           | 26     | -25    |
| 2005-2006            | Schalke 04           | BL                   | 0          | 0          | CG+CLG          | 0               | 0               | UCL+CU             | 0                  | 0                  | -           | -           | -           | 0      | 0      |
| 2006-2007            | Schalke 04           | BL                   | 27         | -21        | CG+CLG          | 0               | 0               | CU                 | 0                  | 0                  | -           | -           | -           | 27     | -21    |
| 2007-2008            | Schalke 04           | BL                   | 34         | -32        | CG+CLG          | 3+3             | -1 + -3         | UCL                | 10                 | -7                 | -           | -           | -           | 50     | -43    |
| 2008-2009            | Schalke 04           | BL                   | 27         | -26        | CG              | 2               | -2              | CU                 | 5                  | -7                 | -           | -           | -           | 34     | -35    |
| 2009-2010            | Schalke 04           | BL                   | 34         | -31        | CG              | 5               | -1              | -                  | -                  | -                  | -           | -           | -           | 39     | -32    |
| 2010-2011            | Schalke 04           | BL                   | 34         | -44        | CG              | 6               | -3              | UCL                | 12                 | -14                | SG          | 1           | -2          | 53     | -63    |
| Totale Schalke 04    | Totale Schalke 04    | Totale Schalke 04    | 156        | -154       |                 | 19              | -10             |                    | 27                 | -28                |             | 1           | -2          | 203    | -194   |
| 2011-2012            | Bayern Monaco        | BL                   | 33         | -22        | CG              | 5               | -6              | UCL                | 14                 | -9                 | -           | -           | -           | 52     | -37    |
| 2012-2013            | Bayern Monaco        | BL                   | 31         | -18        | CG              | 5               | -3              | UCL                | 13                 | -11                | SG          | 1           | -1          | 50     | -33    |
| 2013-2014            | Bayern Monaco        | BL                   | 31         | -18        | CG              | 5               | -1              | UCL                | 12                 | -13                | SG+SU+Cmc   | 0+1+2       | 0 + -2 + 0  | 51     | -34    |
| 2014-2015            | Bayern Monaco        | BL                   | 32         | -18        | CG              | 5               | -3              | UCL                | 12                 | -13                | SG          | 1           | -2          | 50     | -36    |
| 2015-2016            | Bayern Monaco        | BL                   | 34         | -16        | CG              | 5               | -1              | UCL                | 11                 | -11                | SG          | 1           | -1          | 51     | -29    |
| 2016-2017            | Bayern Monaco        | BL                   | 26         | -13        | CG              | 4               | -1              | UCL                | 9                  | -11                | SG          | 1           | 0           | 40     | -25    |
| 2017-2018            | Bayern Monaco        | BL                   | 3          | -2         | CG              | 0               | 0               | UCL                | 1                  | 0                  | SG          | 0           | 0           | 4      | -2     |
| 2018-2019            | Bayern Monaco        | BL                   | 26         | -23        | CG              | 3               | -1              | UCL                | 8                  | -8                 | SG          | 1           | 0           | 38     | -32    |
| 2019-2020            | Bayern Monaco        | BL                   | 33         | -31        | CG              | 6               | -8              | UCL                | 11                 | -8                 | SG          | 1           | -2          | 51     | -49    |
| 2020-2021            | Bayern Monaco        | BL                   | 33         | -42        | CG              | 1               | -2              | UCL                | 8                  | -8                 | SG+SU+Cmc   | 1+1+2       | -2 + -1 + 0 | 46     | -55    |
| 2021-2022            | Bayern Monaco        | BL                   | 28         | -26        | CG              | 1               | -5              | UCL                | 9                  | -6                 | SG          | 1           | -1          | 39     | -38    |
| 2022-2023            | Bayern Monaco        | BL                   | 12         | -11        | CG              | 0               | 0               | UCL                | 3                  | 0                  | SG          | 1           | -3          | 16     | -14    |
| 2023-2024            | Bayern Monaco        | BL                   | 23         | -33        | CG              | 1               | -2              | UCL                | 9                  | -8                 | SG          | 0           | 0           | 33     | -43    |
| 2024-2025            | Bayern Monaco        | BL                   | 22         | -15        | CG              | 3               | 0               | UCL                | 10                 | -11                | Cmc         | 5           | -6          | 40     | -32    |
| 2025-2026            | Bayern Monaco        | BL                   | 0          | 0          | CG              | 0               | 0               | UCL                | 0                  | 0                  | SG          | 1           | -1          | 1      | -1     |
| Totale Bayern Monaco | Totale Bayern Monaco | Totale Bayern Monaco | 367        | -288       |                 | 44              | -33             |                    | 130                | -117               |             | 21          | -22         | 562    | -460   |
| Totale carriera      | Totale carriera      | Totale carriera      | 549        | -462       |                 | 63              | -43             |                    | 157                | -145               |             | 22          | -24         | 791    | -678   |

### Cronologia presenze e reti in nazionale
| Cronologia completa delle presenze e delle reti in nazionale ― Germania | Cronologia completa delle presenze e delle reti in nazionale ― Germania | Cronologia completa delle presenze e delle reti in nazionale ― Germania | Cronologia completa delle presenze e delle reti in nazionale ― Germania | Cronologia completa delle presenze e delle reti in nazionale ― Germania | Cronologia completa delle presenze e delle reti in nazionale ― Germania | Cronologia completa delle presenze e delle reti in nazionale ― Germania | Cronologia completa delle presenze e delle reti in nazionale ― Germania |
| Data                                                                    | Città                                                                   | In casa                                                                 | Risultato                                                               | Ospiti                                                                  | Competizione                                                            | Reti                                                                    | Note                                                                    |
| ----------------------------------------------------------------------- | ----------------------------------------------------------------------- | ----------------------------------------------------------------------- | ----------------------------------------------------------------------- | ----------------------------------------------------------------------- | ----------------------------------------------------------------------- | ----------------------------------------------------------------------- | ----------------------------------------------------------------------- |
| 2-6-2009                                                                | Dubai                                                                   | Emirati Arabi Uniti                                                     | 2 – 7                                                                   | Germania                                                                | Amichevole                                                              | -2                                                                      |                                                                         |
| 18-11-2009                                                              | Gelsenkirchen                                                           | Germania                                                                | 2 – 2                                                                   | Costa d'Avorio                                                          | Amichevole                                                              | -2                                                                      |                                                                         |
| 13-5-2010                                                               | Aquisgrana                                                              | Germania                                                                | 3 – 0                                                                   | Malta                                                                   | Amichevole                                                              | -                                                                       |                                                                         |
| 29-5-2010                                                               | Budapest                                                                | Ungheria                                                                | 0 – 3                                                                   | Germania                                                                | Amichevole                                                              | -                                                                       |                                                                         |
| 3-6-2010                                                                | Francoforte                                                             | Germania                                                                | 3 – 1                                                                   | Bosnia ed Erzegovina                                                    | Amichevole                                                              | -1                                                                      |                                                                         |
| 13-6-2010                                                               | Durban                                                                  | Germania                                                                | 4 – 0                                                                   | Australia                                                               | Mondiali 2010 - 1º turno                                                | -                                                                       |                                                                         |
| 18-6-2010                                                               | Port Elizabeth                                                          | Germania                                                                | 0 – 1                                                                   | Serbia                                                                  | Mondiali 2010 - 1º turno                                                | -1                                                                      |                                                                         |
| 23-6-2010                                                               | Johannesburg                                                            | Ghana                                                                   | 0 – 1                                                                   | Germania                                                                | Mondiali 2010 - 1º turno                                                | -                                                                       |                                                                         |
| 27-6-2010                                                               | Bloemfontein                                                            | Germania                                                                | 4 – 1                                                                   | Inghilterra                                                             | Mondiali 2010 - Ottavi di finale                                        | -1                                                                      |                                                                         |
| 3-7-2010                                                                | Città del Capo                                                          | Argentina                                                               | 0 – 4                                                                   | Germania                                                                | Mondiali 2010 - Quarti di finale                                        | -                                                                       |                                                                         |
| 7-7-2010                                                                | Durban                                                                  | Germania                                                                | 0 – 1                                                                   | Spagna                                                                  | Mondiali 2010 - Semifinale                                              | -1                                                                      |                                                                         |
| 3-9-2010                                                                | Bruxelles                                                               | Belgio                                                                  | 0 – 1                                                                   | Germania                                                                | Qual. Euro 2012                                                         | -                                                                       |                                                                         |
| 3-9-2010                                                                | Colonia                                                                 | Germania                                                                | 6 – 1                                                                   | Azerbaigian                                                             | Qual. Euro 2012                                                         | -1                                                                      |                                                                         |
| 8-10-2010                                                               | Berlino                                                                 | Germania                                                                | 3 – 0                                                                   | Turchia                                                                 | Qual. Euro 2012                                                         | -                                                                       |                                                                         |
| 12-10-2010                                                              | Astana                                                                  | Kazakistan                                                              | 0 – 3                                                                   | Germania                                                                | Qual. Euro 2012                                                         | -                                                                       |                                                                         |
| 9-2-2011                                                                | Dortmund                                                                | Germania                                                                | 1 – 1                                                                   | Italia                                                                  | Amichevole                                                              | -1                                                                      |                                                                         |
| 26-3-2011                                                               | Kaiserslautern                                                          | Germania                                                                | 4 – 0                                                                   | Kazakistan                                                              | Qual. Euro 2012                                                         | -                                                                       |                                                                         |
| 29-5-2011                                                               | Sinsheim                                                                | Germania                                                                | 2 – 1                                                                   | Uruguay                                                                 | Amichevole                                                              | -1                                                                      |                                                                         |
| 3-6-2011                                                                | Vienna                                                                  | Austria                                                                 | 1 – 2                                                                   | Germania                                                                | Qual. Euro 2012                                                         | -1                                                                      |                                                                         |
| 7-6-2011                                                                | Baku                                                                    | Azerbaigian                                                             | 1 – 3                                                                   | Germania                                                                | Qual. Euro 2012                                                         | -1                                                                      |                                                                         |
| 10-8-2011                                                               | Stoccarda                                                               | Germania                                                                | 3 – 2                                                                   | Brasile                                                                 | Amichevole                                                              | -2                                                                      |                                                                         |
| 2-9-2011                                                                | Gelsenkirchen                                                           | Germania                                                                | 6 – 2                                                                   | Austria                                                                 | Qual. Euro 2012                                                         | -2                                                                      |                                                                         |
| 7-10-2011                                                               | Istanbul                                                                | Turchia                                                                 | 1 – 3                                                                   | Germania                                                                | Qual. Euro 2012                                                         | -1                                                                      |                                                                         |
| 11-10-2011                                                              | Düsseldorf                                                              | Germania                                                                | 3 – 1                                                                   | Belgio                                                                  | Qual. Euro 2012                                                         | -1                                                                      |                                                                         |
| 15-11-2011                                                              | Amburgo                                                                 | Germania                                                                | 3 – 0                                                                   | Paesi Bassi                                                             | Amichevole                                                              | -                                                                       |                                                                         |
| 31-5-2012                                                               | Lipsia                                                                  | Germania                                                                | 2 – 0                                                                   | Israele                                                                 | Amichevole                                                              | -                                                                       |                                                                         |
| 9-6-2012                                                                | Leopoli                                                                 | Germania                                                                | 1 – 0                                                                   | Portogallo                                                              | Euro 2012 - 1º turno                                                    | -                                                                       |                                                                         |
| 13-6-2012                                                               | Charkiv                                                                 | Paesi Bassi                                                             | 1 – 2                                                                   | Germania                                                                | Euro 2012 - 1º turno                                                    | -1                                                                      |                                                                         |
| 17-6-2012                                                               | Leopoli                                                                 | Danimarca                                                               | 1 – 2                                                                   | Germania                                                                | Euro 2012 - 1º turno                                                    | -1                                                                      |                                                                         |
| 22-6-2012                                                               | Danzica                                                                 | Germania                                                                | 4 – 2                                                                   | Grecia                                                                  | Euro 2012 - Quarti di finale                                            | -2                                                                      |                                                                         |
| 28-6-2012                                                               | Varsavia                                                                | Germania                                                                | 1 – 2                                                                   | Italia                                                                  | Euro 2012 - Semifinale                                                  | -2                                                                      |                                                                         |
| 7-9-2012                                                                | Hannover                                                                | Germania                                                                | 3 – 0                                                                   | Fær Øer                                                                 | Qual. Mondiali 2014                                                     | -                                                                       |                                                                         |
| 11-9-2012                                                               | Vienna                                                                  | Austria                                                                 | 1 – 2                                                                   | Germania                                                                | Qual. Mondiali 2014                                                     | -1                                                                      |                                                                         |
| 12-10-2012                                                              | Dublino                                                                 | Irlanda                                                                 | 1 – 6                                                                   | Germania                                                                | Qual. Mondiali 2014                                                     | -1                                                                      |                                                                         |
| 16-10-2012                                                              | Berlino                                                                 | Germania                                                                | 4 – 4                                                                   | Svezia                                                                  | Qual. Mondiali 2014                                                     | -4                                                                      |                                                                         |
| 14-11-2012                                                              | Amsterdam                                                               | Paesi Bassi                                                             | 0 – 0                                                                   | Germania                                                                | Amichevole                                                              | -                                                                       |                                                                         |
| 22-3-2013                                                               | Astana                                                                  | Kazakistan                                                              | 0 – 3                                                                   | Germania                                                                | Qual. Mondiali 2014                                                     | -                                                                       |                                                                         |
| 26-3-2013                                                               | Norimberga                                                              | Germania                                                                | 4 – 1                                                                   | Kazakistan                                                              | Qual. Mondiali 2014                                                     | -1                                                                      |                                                                         |
| 14-8-2013                                                               | Kaiserslautern                                                          | Germania                                                                | 3 – 3                                                                   | Paraguay                                                                | Amichevole                                                              | -3                                                                      |                                                                         |
| 6-9-2013                                                                | Monaco di Baviera                                                       | Germania                                                                | 3 – 0                                                                   | Austria                                                                 | Qual. Mondiali 2014                                                     | -                                                                       |                                                                         |
| 10-9-2013                                                               | Tórshavn                                                                | Fær Øer                                                                 | 0 – 3                                                                   | Germania                                                                | Qual. Mondiali 2014                                                     | -                                                                       |                                                                         |
| 11-10-2013                                                              | Colonia                                                                 | Germania                                                                | 3 – 0                                                                   | Irlanda                                                                 | Qual. Mondiali 2014                                                     | -                                                                       |                                                                         |
| 15-10-2013                                                              | Solna                                                                   | Svezia                                                                  | 3 – 5                                                                   | Germania                                                                | Qual. Mondiali 2014                                                     | -3                                                                      |                                                                         |
| 15-11-2013                                                              | Milano                                                                  | Italia                                                                  | 1 – 1                                                                   | Germania                                                                | Amichevole                                                              | -1                                                                      |                                                                         |
| 5-3-2014                                                                | Stoccarda                                                               | Germania                                                                | 1 – 0                                                                   | Cile                                                                    | Amichevole                                                              | -                                                                       |                                                                         |
| 16-6-2014                                                               | Salvador                                                                | Germania                                                                | 4 – 0                                                                   | Portogallo                                                              | Mondiali 2014 - 1º turno                                                | -                                                                       |                                                                         |
| 21-6-2014                                                               | Fortaleza                                                               | Germania                                                                | 2 – 2                                                                   | Ghana                                                                   | Mondiali 2014 - 1º turno                                                | -2                                                                      |                                                                         |
| 26-6-2014                                                               | Recife                                                                  | Stati Uniti                                                             | 0 – 1                                                                   | Germania                                                                | Mondiali 2014 - 1º turno                                                | -                                                                       |                                                                         |
| 30-6-2014                                                               | Porto Alegre                                                            | Germania                                                                | 2 – 1 dts                                                               | Algeria                                                                 | Mondiali 2014 - Ottavi di finale                                        | -1                                                                      |                                                                         |
| 4-7-2014                                                                | Rio de Janeiro                                                          | Francia                                                                 | 0 – 1                                                                   | Germania                                                                | Mondiali 2014 - Quarti di finale                                        | -                                                                       |                                                                         |
| 8-7-2014                                                                | Belo Horizonte                                                          | Brasile                                                                 | 1 – 7                                                                   | Germania                                                                | Mondiali 2014 - Semifinale                                              | -1                                                                      |                                                                         |
| 13-7-2014                                                               | Rio de Janeiro                                                          | Germania                                                                | 1 – 0                                                                   | Argentina                                                               | Mondiali 2014 - Finale                                                  | -                                                                       |                                                                         |
| 3-9-2014                                                                | Düsseldorf                                                              | Germania                                                                | 2 – 4                                                                   | Argentina                                                               | Amichevole                                                              | -2                                                                      | cap. 46’                                                                |
| 7-9-2014                                                                | Dortmund                                                                | Germania                                                                | 2 – 1                                                                   | Scozia                                                                  | Qual. Euro 2016                                                         | -1                                                                      | cap.                                                                    |
| 10-10-2014                                                              | Varsavia                                                                | Polonia                                                                 | 2 – 0                                                                   | Germania                                                                | Qual. Euro 2016                                                         | -2                                                                      | cap.                                                                    |
| 14-10-2014                                                              | Gelsenkirchen                                                           | Germania                                                                | 1 – 1                                                                   | Irlanda                                                                 | Qual. Euro 2016                                                         | -1                                                                      | cap.                                                                    |
| 14-11-2014                                                              | Norimberga                                                              | Germania                                                                | 4 – 0                                                                   | Gibilterra                                                              | Qual. Euro 2016                                                         | -                                                                       | cap.                                                                    |
| 29-3-2015                                                               | Tbilisi                                                                 | Georgia                                                                 | 0 – 2                                                                   | Germania                                                                | Qual. Euro 2016                                                         | -                                                                       |                                                                         |
| 4-9-2015                                                                | Francoforte                                                             | Germania                                                                | 3 – 1                                                                   | Polonia                                                                 | Qual. Euro 2016                                                         | -1                                                                      |                                                                         |
| 7-9-2015                                                                | Glasgow                                                                 | Scozia                                                                  | 2 – 3                                                                   | Germania                                                                | Qual. Euro 2016                                                         | -2                                                                      |                                                                         |
| 8-10-2015                                                               | Dublino                                                                 | Irlanda                                                                 | 1 – 0                                                                   | Germania                                                                | Qual. Euro 2016                                                         | -1                                                                      | cap.                                                                    |
| 11-10-2015                                                              | Lipsia                                                                  | Germania                                                                | 2 – 1                                                                   | Georgia                                                                 | Qual. Euro 2016                                                         | -1                                                                      | cap.                                                                    |
| 13-11-2015                                                              | Parigi                                                                  | Francia                                                                 | 2 – 0                                                                   | Germania                                                                | Amichevole                                                              | -2                                                                      |                                                                         |
| 26-3-2016                                                               | Berlino                                                                 | Germania                                                                | 2 – 3                                                                   | Inghilterra                                                             | Amichevole                                                              | -3                                                                      |                                                                         |
| 4-6-2016                                                                | Gelsenkirchen                                                           | Germania                                                                | 2 – 0                                                                   | Ungheria                                                                | Amichevole                                                              | -                                                                       | cap.                                                                    |
| 12-6-2016                                                               | Villeneuve-d'Ascq                                                       | Germania                                                                | 2 – 0                                                                   | Ucraina                                                                 | Euro 2016 - 1º turno                                                    | -                                                                       | cap.                                                                    |
| 16-6-2016                                                               | Saint-Denis                                                             | Germania                                                                | 0 – 0                                                                   | Polonia                                                                 | Euro 2016 - 1º turno                                                    | -                                                                       | cap.                                                                    |
| 21-6-2016                                                               | Parigi                                                                  | Irlanda del Nord                                                        | 0 – 1                                                                   | Germania                                                                | Euro 2016 - 1º turno                                                    | -                                                                       | cap.                                                                    |
| 26-6-2016                                                               | Villeneuve-d'Ascq                                                       | Germania                                                                | 3 – 0                                                                   | Slovacchia                                                              | Euro 2016 - Ottavi di finale                                            | -                                                                       | cap.                                                                    |
| 2-7-2016                                                                | Bordeaux                                                                | Germania                                                                | 1 – 1 dts (6 – 5 dtr)                                                   | Italia                                                                  | Euro 2016 - Quarti di finale                                            | -1                                                                      | cap.                                                                    |
| 7-7-2016                                                                | Marsiglia                                                               | Germania                                                                | 0 – 2                                                                   | Francia                                                                 | Euro 2016 - Semifinale                                                  | -2                                                                      | cap.                                                                    |
| 4-9-2016                                                                | Oslo                                                                    | Norvegia                                                                | 0 – 3                                                                   | Germania                                                                | Qual. Mondiali 2018                                                     | -                                                                       | cap.                                                                    |
| 8-10-2016                                                               | Amburgo                                                                 | Germania                                                                | 3 – 0                                                                   | Rep. Ceca                                                               | Qual. Mondiali 2018                                                     | -                                                                       | cap.                                                                    |
| 11-10-2016                                                              | Hannover                                                                | Germania                                                                | 2 – 0                                                                   | Irlanda del Nord                                                        | Qual. Mondiali 2018                                                     | -                                                                       | cap.                                                                    |
| 2-6-2018                                                                | Klagenfurt                                                              | Austria                                                                 | 2 – 1                                                                   | Germania                                                                | Amichevole                                                              | -2                                                                      | cap.                                                                    |
| 8-6-2018                                                                | Leverkusen                                                              | Germania                                                                | 2 – 1                                                                   | Arabia Saudita                                                          | Amichevole                                                              | -                                                                       | cap. 46’                                                                |
| 17-6-2018                                                               | Mosca                                                                   | Germania                                                                | 0 – 1                                                                   | Messico                                                                 | Mondiali 2018 - 1º turno                                                | -1                                                                      | cap.                                                                    |
| 23-6-2018                                                               | Soči                                                                    | Germania                                                                | 2 – 1                                                                   | Svezia                                                                  | Mondiali 2018 - 1º turno                                                | -1                                                                      | cap.                                                                    |
| 27-6-2018                                                               | Kazan'                                                                  | Corea del Sud                                                           | 2 – 0                                                                   | Germania                                                                | Mondiali 2018 - 1º turno                                                | -2                                                                      | cap.                                                                    |
| 6-9-2018                                                                | Monaco di Baviera                                                       | Germania                                                                | 0 – 0                                                                   | Francia                                                                 | UEFA Nations League 2018-2019 - 1º turno                                | -                                                                       | cap.                                                                    |
| 13-10-2018                                                              | Amsterdam                                                               | Paesi Bassi                                                             | 3 – 0                                                                   | Germania                                                                | UEFA Nations League 2018-2019 - 1º turno                                | -3                                                                      | cap.                                                                    |
| 16-10-2018                                                              | Saint-Denis                                                             | Francia                                                                 | 2 – 1                                                                   | Germania                                                                | UEFA Nations League 2018-2019 - 1º turno                                | -2                                                                      | cap.                                                                    |
| 15-11-2018                                                              | Lipsia                                                                  | Germania                                                                | 3 – 0                                                                   | Russia                                                                  | Amichevole                                                              | -                                                                       | cap.                                                                    |
| 19-11-2018                                                              | Gelsenkirchen                                                           | Germania                                                                | 2 – 2                                                                   | Paesi Bassi                                                             | UEFA Nations League 2018-2019 - 1º turno                                | -2                                                                      | cap.                                                                    |
| 20-3-2019                                                               | Wolfsburg                                                               | Germania                                                                | 1 – 1                                                                   | Serbia                                                                  | Amichevole                                                              | -1                                                                      | cap. 46’                                                                |
| 24-3-2019                                                               | Amsterdam                                                               | Paesi Bassi                                                             | 2 – 3                                                                   | Germania                                                                | Qual. Euro 2020                                                         | -2                                                                      | cap.                                                                    |
| 8-6-2019                                                                | Barysaŭ                                                                 | Bielorussia                                                             | 0 – 2                                                                   | Germania                                                                | Qual. Euro 2020                                                         | -                                                                       | cap.                                                                    |
| 11-6-2019                                                               | Magonza                                                                 | Germania                                                                | 8 – 0                                                                   | Estonia                                                                 | Qual. Euro 2020                                                         | -                                                                       | cap.                                                                    |
| 6-9-2019                                                                | Amburgo                                                                 | Germania                                                                | 2 – 4                                                                   | Paesi Bassi                                                             | Qual. Euro 2020                                                         | -4                                                                      | cap.                                                                    |
| 9-9-2019                                                                | Belfast                                                                 | Irlanda del Nord                                                        | 0 – 2                                                                   | Germania                                                                | Qual. Euro 2020                                                         | -                                                                       | cap.                                                                    |
| 13-10-2019                                                              | Tallinn                                                                 | Estonia                                                                 | 0 – 3                                                                   | Germania                                                                | Qual. Euro 2020                                                         | -                                                                       | cap.                                                                    |
| 16-11-2019                                                              | Mönchengladbach                                                         | Germania                                                                | 4 – 0                                                                   | Bielorussia                                                             | Qual. Euro 2020                                                         | -                                                                       | cap.                                                                    |
| 10-10-2020                                                              | Kiev                                                                    | Ucraina                                                                 | 1 – 2                                                                   | Germania                                                                | UEFA Nations League 2020-2021 - 1º turno                                | -1                                                                      | cap.                                                                    |
| 13-10-2020                                                              | Colonia                                                                 | Germania                                                                | 3 – 3                                                                   | Svizzera                                                                | UEFA Nations League 2020-2021 - 1º turno                                | -3                                                                      | cap.                                                                    |
| 14-11-2020                                                              | Lipsia                                                                  | Germania                                                                | 3 – 1                                                                   | Ucraina                                                                 | UEFA Nations League 2020-2021 - 1º turno                                | -1                                                                      | cap.                                                                    |
| 17-11-2020                                                              | Siviglia                                                                | Spagna                                                                  | 6 – 0                                                                   | Germania                                                                | UEFA Nations League 2020-2021 - 1º turno                                | -6                                                                      | cap.                                                                    |
| 25-3-2021                                                               | Duisburg                                                                | Germania                                                                | 3 – 0                                                                   | Islanda                                                                 | Qual. Mondiali 2022                                                     | -                                                                       | cap.                                                                    |
| 28-3-2021                                                               | Bucarest                                                                | Romania                                                                 | 0 – 1                                                                   | Germania                                                                | Qual. Mondiali 2022                                                     | -                                                                       | cap.                                                                    |
| 2-6-2021                                                                | Innsbruck                                                               | Germania                                                                | 1 – 1                                                                   | Danimarca                                                               | Amichevole                                                              | -1                                                                      | cap.                                                                    |
| 7-6-2021                                                                | Düsseldorf                                                              | Germania                                                                | 7 – 1                                                                   | Lettonia                                                                | Amichevole                                                              | -1                                                                      | cap.                                                                    |
| 15-6-2021                                                               | Monaco di Baviera                                                       | Francia                                                                 | 1 – 0                                                                   | Germania                                                                | Euro 2020 - 1º turno                                                    | -1                                                                      | cap.                                                                    |
| 19-6-2021                                                               | Monaco di Baviera                                                       | Portogallo                                                              | 2 – 4                                                                   | Germania                                                                | Euro 2020 - 1º turno                                                    | -2                                                                      | cap.                                                                    |
| 23-6-2021                                                               | Monaco di Baviera                                                       | Germania                                                                | 2 – 2                                                                   | Ungheria                                                                | Euro 2020 - 1º turno                                                    | -2                                                                      | cap.                                                                    |
| 29-6 2021                                                               | Londra                                                                  | Inghilterra                                                             | 2 – 0                                                                   | Germania                                                                | Euro 2020 - Ottavi di finale                                            | -2                                                                      | cap.                                                                    |
| 5-9-2021                                                                | Stoccarda                                                               | Germania                                                                | 6 – 0                                                                   | Armenia                                                                 | Qual. Mondiali 2022                                                     | -                                                                       | cap.                                                                    |
| 8-9-2021                                                                | Reykjavík                                                               | Islanda                                                                 | 0 – 4                                                                   | Germania                                                                | Qual. Mondiali 2022                                                     | -                                                                       | cap.                                                                    |
| 11-10-2021                                                              | Skopje                                                                  | Macedonia del Nord                                                      | 0 – 4                                                                   | Germania                                                                | Qual. Mondiali 2022                                                     | -                                                                       | cap.                                                                    |
| 11-11-2021                                                              | Wolfsburg                                                               | Germania                                                                | 9 – 0                                                                   | Liechtenstein                                                           | Qual. Mondiali 2022                                                     | -                                                                       | cap.                                                                    |
| 29-3-2022                                                               | Amsterdam                                                               | Paesi Bassi                                                             | 1 – 1                                                                   | Germania                                                                | Amichevole                                                              | -1                                                                      | cap.                                                                    |
| 4-6-2022                                                                | Bologna                                                                 | Italia                                                                  | 1 – 1                                                                   | Germania                                                                | UEFA Nations League 2022-2023 - 1º turno                                | -1                                                                      | cap.                                                                    |
| 7-6-2022                                                                | Monaco di Baviera                                                       | Germania                                                                | 1 – 1                                                                   | Inghilterra                                                             | UEFA Nations League 2022-2023 - 1º turno                                | -1                                                                      | cap.                                                                    |
| 11-6-2022                                                               | Budapest                                                                | Ungheria                                                                | 1 – 1                                                                   | Germania                                                                | UEFA Nations League 2022-2023 - 1º turno                                | -1                                                                      | cap.                                                                    |
| 14-6-2022                                                               | Mönchengladbach                                                         | Germania                                                                | 5 – 2                                                                   | Italia                                                                  | UEFA Nations League 2022-2023 - 1º turno                                | -2                                                                      | cap.                                                                    |
| 16-11-2022                                                              | Mascate                                                                 | Oman                                                                    | 0 – 1                                                                   | Germania                                                                | Amichevole                                                              | -                                                                       | cap.                                                                    |
| 23-11-2022                                                              | Al Rayyan                                                               | Germania                                                                | 1 – 2                                                                   | Giappone                                                                | Mondiali 2022 - 1º turno                                                | -2                                                                      | cap.                                                                    |
| 27-11-2022                                                              | Al Khor                                                                 | Spagna                                                                  | 1 – 1                                                                   | Germania                                                                | Mondiali 2022 - 1º turno                                                | -1                                                                      | cap.                                                                    |
| 1-12-2022                                                               | Al Khor                                                                 | Costa Rica                                                              | 2 – 4                                                                   | Germania                                                                | Mondiali 2022 - 1º turno                                                | -2                                                                      | cap.                                                                    |
| 3-6-2024                                                                | Norimberga                                                              | Germania                                                                | 0 – 0                                                                   | Ucraina                                                                 | Amichevole                                                              | -                                                                       |                                                                         |
| 7-6-2024                                                                | Mönchengladbach                                                         | Germania                                                                | 2 – 1                                                                   | Grecia                                                                  | Amichevole                                                              | -1                                                                      |                                                                         |
| 14-6-2024                                                               | Monaco di Baviera                                                       | Germania                                                                | 5 – 1                                                                   | Scozia                                                                  | Euro 2024 - 1º turno                                                    | -1                                                                      |                                                                         |
| 19-6-2024                                                               | Stoccarda                                                               | Germania                                                                | 2 – 0                                                                   | Ungheria                                                                | Euro 2024 - 1º turno                                                    | -                                                                       |                                                                         |
| 23-6-2024                                                               | Francoforte sul Meno                                                    | Svizzera                                                                | 1 – 1                                                                   | Germania                                                                | Euro 2024 - 1º turno                                                    | -1                                                                      |                                                                         |
| 29-6-2024                                                               | Dortmund                                                                | Germania                                                                | 2 – 0                                                                   | Danimarca                                                               | Euro 2024 - Ottavi di finale                                            | -                                                                       |                                                                         |
| 5-7-2024                                                                | Stoccarda                                                               | Spagna                                                                  | 2 – 1 dts                                                               | Germania                                                                | Euro 2024 - Quarti di finale                                            | -2                                                                      |                                                                         |
| Totale                                                                  |                                                                         | Presenze (5º posto)                                                     | 124                                                                     |                                                                         | Reti                                                                    | -118                                                                    |                                                                         |

## Palmarès

### Club

#### Competizioni nazionali
- Coppa di Lega tedesca: 1

Schalke 04: 2005
- Coppa di Germania: 6

Schalke 04: 2010-2011
Bayern Monaco: 2012-2013, 2013-2014, 2015-2016, 2018-2019, 2019-2020
- Supercoppa di Germania: 8 (record condiviso con Thomas Müller)

Bayern Monaco: 2012, 2016, 2017, 2018, 2020, 2021, 2022, 2025
- Campionato tedesco: 12

Bayern Monaco: 2012-2013, 2013-2014, 2014-2015, 2015-2016, 2016-2017, 2017-2018, 2018-2019, 2019-2020, 2020-2021, 2021-2022, 2022-2023, 2024-2025

#### Competizioni internazionali
- UEFA Champions League: 2

Bayern Monaco: 2012-2013, 2019-2020
- Supercoppa UEFA: 2

Bayern Monaco: 2013, 2020
- Coppa del mondo per club: 2

Bayern Monaco: 2013, 2020

### Nazionale
- Campionato d'Europa Under-21: 1

Svezia 2009
- Campionato mondiale: 1

Brasile 2014

### Individuale
- Miglior portiere della Bundesliga: 1

2007
- Selezione UEFA dell'Europeo Under-21: 1

Svezia 2009
- Calciatore tedesco dell'anno: 2

2011, 2014
- ESM Team of the Year: 2

2011-2012, 2012-2013
- Squadra del Torneo UEFA degli Europei: 1

Polonia-Ucraina 2012
- Miglior portiere dell'anno IFFHS: 5

2013, 2014, 2015, 2016, 2020
- FIFA/FIFPro World XI: 4

2013, 2014, 2015, 2016
- Squadra della stagione della UEFA Champions League: 3

2013-2014, 2015-2016, 2019-2020
- Squadra dell'anno UEFA: 4

2013, 2014, 2015, 2020
- Guanto d'oro del campionato mondiale: 1

Brasile 2014
- All-Star Team del campionato mondiale: 1

Brasile 2014
- All-Time XI dell'Europeo Under-21: 1

2015
- Miglior giocatore della Supercoppa di Germania: 1

2016
- UEFA Club Football Awards: 1

Miglior portiere: 2019-2020
- The Best FIFA Goalkeeper: 1

2020
- Squadra maschile dell'anno IFFHS: 1

2020
- Squadra maschile del decennio 2011-2020 IFFHS: 1

2020